# Gottfried Erb
Gottfried Erb (* 6. Juni 1931 in Berlin; † 10. April 2019 in Gießen) war ein deutscher Politikwissenschaftler.

## Leben und Wirken
Erb studierte Wirtschaftswissenschaften an den Universitäten Freiburg und Bonn, wo er 1959 promoviert wurde. Von 1962 bis 1968 war er Assistent bei Eugen Kogon an der TH Darmstadt. Dort habilitierte er sich 1971 und wurde im gleichen Jahr zum Professor ernannt. Von 1973 bis zu seinem Ruhestand 1994 lehrte er als Professor für Internationale Beziehungen an der Justus-Liebig-Universität Gießen. Ein Schwerpunkt seiner Forschungsarbeit war das Verhältnis zwischen Deutschland und Polen.
Erb war seit Mitte der 1960er Jahre Redakteur der Frankfurter Hefte. Weiterhin gab er die Gesammelten Schriften von Kogon im Beltz Verlag mit heraus. Zugleich war er seit seinen Bonner Jahren Vorstandsmitglied der Studentischen Kulturgemeinschaft, einer Vorfeldorganisation des Opus Dei, die als Trägerverein der werkseigenen Studentenheime in Köln und Bonn fungierte. In seiner Freizeit schrieb Erb Gedichte.

## Schriften (Auswahl)
- mit Peter Rogge: Preispolitik im teilintegrierten Markt. Basel 1958, OCLC 604684322.
- Das Diskriminierungsproblem in der Montanunion. 1959, OCLC 314333651.
- Susanne Domnick-Rieder, Erhard Eller, Gottfried Erb (Hrsg.): Der Judenpogrom in Hungen. Hungen 1988
- Susanne Benzler, Gottfried Erb: Polen, der neue Nachbar. Gießen 1993; ISBN 3927835374
- Michael Kogon, Ernst-Otto Czempiel, Gottfried Erb: Das Mass aller Dinge – Zu Eugen Kogons Begriff der Humanität. Darmstadt 2001; ISBN 9783886071296